# Jehan Despert
Jehan Despert, né le 11 février 1921 à Versailles en Seine-et-Oise et mort le 9 juillet 2018 dans la même ville,, est un poète et essayiste français.

## Biographie
Jehan Despert est l'auteur de nombreux recueils de poèmes, environ soixante-cinq. Il est aussi critique d'art et de poésie et a publié plus de vingt-cinq essais. Lauréat de l'Académie française et de la Société des gens de lettres, il a reçu le prix Alfred-de-Pontécoulant en 1966 pour son ouvrage Psaume selon ma Seine-et-Oise, le prix Louise-Labé en 1989 pour son livre Sel, et le Grand prix biennal de la Critique poétique en 1990.
Il est secrétaire perpétuel de l'Académie des sciences morales, lettres et arts de Versailles et des Yvelines. Il est officier dans l'ordre des Arts et des Lettres.
En 2012, il a reçu le Prix européen « Dante » de Poésie pour l'ensemble de son œuvre poétique.
C'est Jehan Despert qui avait suggéré à Jean-Paul Palewski, alors président du conseil général de Seine-et-Oise, de donner en 1968 son nom au nouveau département issu du démembrement de celui de Seine-et-Oise, en référence à l'antique forêt d'Yveline, mais en le mettant au pluriel.
Une « place des Yvelines - Jehan Despert » a été inaugurée le 9 octobre 1997 à Saint-Quentin-en-Yvelines (à la limite des communes de Montigny-le-Bretonneux et Guyancourt).
Selon sa volonté, comme il l'écrivait dans le poème Guyancourt publié dans son recueil 78 poèmes pour nos Yvelines, éditions Wauquier, Bonnières-sur-Seine, 2012 :

« Là j'irai reposer,

près le coeur du village,

à l'écart de la ville

pensée et créée par

l'ami Roland Nadaus [...] »

Il repose au cimetière du village de Guyancourt (Yvelines) depuis le 17 juillet 2018 ; sa tombe est la première à droite depuis l'entrée.

## Publications
Poésie
- La Saint-Jean d'été (préface de Philéas Lebesgue), éditions Ronsard, 1947.
- Chansons pour m’amie, Cahiers d'Île-de-France, 1948.
- Les quatrains savoyards, Cahiers d'Île-de-France, 1948.
- Le page d’azur, Cahiers d'Île-de-France, 1949.
- La grille entr’ouverte, Cahiers d'Île-de-France, 1950.
- A Olympio, Cahiers d'Île-de-France, 1956 (Réédité en 1984 et 2002 aux éditions Gerbert).
- Les élégies d'Île-de-France, Cahiers d'Île-de-France, 1957.
- Naissance de la rose, éditions Sésame - Brest, 1958.
- Les géorgiques sauvages, Cahiers d'Île-de-France, 1959.
- Senlisse, Cahiers d'Île-de-France, 1960.
- Equation de midi, Cahiers d'Île-de-France, 1962.
- Saline, éditions du C.E.L.F. - Bruxelles, 1962.
- Psaume selon ma Seine-et-Oise, éditions Subervie - Rodez, 1965.
- Etangs, éditions Subervie, 1967.
- Six chants pour enchanter l’été, éditions Gillard - Bruxelles, 1967.
- Essai de tournesol, éditions Subervie, 1973.
- Jean des herbes de Milly, éditions Subervie, 1973.
- Une tresse d’oignons suivi de Sept jours de l’arbre-roi, Cahiers d'Île-de-France, 1973.
- Quintefeuille en Yvelines, Cahiers d'Île-de-France, 1974.
- Un chant venu de la mer, Cahiers d'Île-de-France, 1975.
- Tombeau de Rainer Maria Rilke, Cahiers d'Île-de-France, 1976 (Réédité en 1985 aux éditions Gerbert).
- Orénoque, éditions Subervie, 1981.
- Ponant, éditions Gerbert, 1981.
- Bel objet du silence suivi de Vingt-deux sonnets masqués, éditions Gerbert, 1986.
- Yvelines à cœur battant, éditions Gerbert, 1987 et 1998.
- Tombeau de Maurice Ravel, éditions Gerbert, 1987.
- Versailles-aux-Carrés, éditions Gerbert, 1988.
- Sel, éditions Gerbert, 1988.
- Rappelez-vous Salzbourg à la passée des roses, éditions Gerbert, 1990.
- Orage, tournesol, au cœur blanc des étés, eaux-fortes de Pierre Cayol, éditions La Forcola, 1990.
- Stèle pour Jean Cocteau, éditions Gerbert, 1990 et 2001.
- Méridienne..., eau-forte de Pierre Cayol, éditions La Forcola, 1992.
- Stèle pour Claude Debussy, éditions Gerbert, 1992.
- Quartz, éditions Gerbert, 1992.
- Lascours, eaux-fortes de Pierre Cayol, éditions La Forcola, 1993.
- Gemmes, éditions Gerbert, 1994.
- Portique pour Pierre Jean Jouve, éditions Gerbert, 1994.
- Venezia, si, éditions Clapas (Coll. Franche Lippée), 1994.
- Petite suite béarnaise, éditions C.C.F. - Tarbes, 1994.
- Escale pour Tristan Corbière, éditions Gerbert, 1995.
- Neuf douzains pour trombone à coulisse, éditions Clapas, 1998.
- Cloître mes bras, éditions Gerbert, 1998.
- Incestuelles, éditions Clapas, 1999.
- A la billebaude…, éditions Clapas, 1999.
- Invention de Versailles, éditions Gerbert, 1999.
- Balthus ou le Pays d’En-Haut, éditions Gerbert, 2000.
- La levée de dormance, éditions Schena - Italie, 2001.
- Venise à la porte d’eau, éditions Schena, 2003.
- D'un lieu boisé de sable, éditions Gerbert, 2003.
- Giovanni Dotoli ou l'étincelle du silex, éditions Schena, 2004.
- Mythe et oblation de Marge, éditions Gerbert, 2006.
- Salicornes, éditions Gerbert, 2008.
- Roscoff, escale pour Tristan Corbière, illustrations de Louis Pors, Editions de La Lucarne ovale, 2008
- Sissable, éditions Gerbert, 2008.
- Si la neige suivi de Arolle, éditions Gerbert, 2010.
- Femme cathédrale, éditions Gerbert, 2010.
- Innominata, éditions Gerbert, 2010.
- 78 poèmes pour nos Yvelines, éditions Wauquier, Bonnières-sur-Seine, 2012.
- Inachevable estran, Les Amis de La Lucarne ovale, 2015.
- Le poème de Versailles, Les Amis de La Lucarne ovale, 2015.
- Constellation du solitaire, Les éditions du Nain qui tousse, 2015.
- Verseau, versant de l'âge, Les Amis de La Lucarne ovale, 2016.
- Primitif et plumitif, Les éditions du Nain qui tousse, 2017.
- Dégoupillons..., Les éditions du Nain qui tousse, 2017.

Critique
- Le livre de l’amour et de la folie, Cahiers d'Île-de-France, 1951.
- Un éveilleur de volonté : Jean des Vignes-Rouges, éditions Dangles, 1961.
- La pensée de Rainer Maria Rilke, éditions C.E.L.F. - Bruxelles, 1962.
- Saint-Pol Roux de la mer, Cahiers d'Île-de-France, 1964.
- Guy Beguin ou le théâtre en liberté, éditions C.E.L.F., 1964.
- Maurice d’Hartoy, poète de l’action, éditions Jean Grassin, 1973.
- Charles Guérin ou l’inquiétude de Dieu, Cahiers d'Île-de-France, 1974.
- Anne-Marie de Backer, éditions Subervie, 1976.
- Profil poétique d’Emilienne Kerhoas, éditions de l’Ile heureuse, 1976.
- Philippe Dumaine, éditions Subervie, 1979.
- André Blanchard, poète de notre temps, en coll. avec Emilienne Kerhoas, Atelier Souchu - Clisson, 1980.
- Avant-dire, François Métais-Panterne et ses Prémices, étude biographique, analytique et critique portant sur le poète François Métais-Panterne et son recueil poétique Prémices, CLD, 1986.
- Helme ou le musicien de la couleur, éditions Lefebvre - Versailles, 1991.
- Marc-Alyn-la-poésie, éditions Coup de Soleil - Annecy, 1992.
- Aziyadé, le douloureux amour de Pierre Loti, éditions de La Lucarne Ovale, 1995.(Nouvelle édition, 2018, Les Amis de La Lucarne ovale)
- Salah Stétié côté cœur, éditions de La Lucarne Ovale, 1999.
- Pierrette Sartin, aristocrate de la poésie et anarchiste de la pensée, éditions de La Bartavelle, 1999.
- Poète, paludier des mots ou l’apologie du sel, éditions de La Lucarne Ovale, 2003.
- Les balcons de Rilke suivi de La couronne de Rarogne, éditions Gerbert, 2004.
- Présence de Victor Hugo en Yvelines, Les Amis de La Lucarne Ovale, 2004.
- Emilienne Kerhoas ou la Bretagne en poésie, Les Amis de La Lucarne Ovale, 2005.
- Un Grand Siècle de poésie à Versailles (1789-1914), éditions Gerbert, 2007.
- Salah Stétié et l'instant vertical, éditions de La Lucarne Ovale, 2010.

Un certain nombre de livres de poésie illustrée et de textes critiques ont paru en tirage limité ou hors commerce.

## Pour approfondir